# Chiesa di Santa Maria Assunta (Cavedine)
La chiesa di Santa Maria Assunta è la parrocchiale di Cavedine in Trentino. Appartiene alla zona pastorale di Riva e Ledro dell'arcidiocesi di Trento e risale al XII secolo.

## Storia
Si sa che a Cavedine fu edificata una chiesa nel 1183. Nel 1496 questo edificio fu demolito e sostituito da uno più grande. La chiesa ed il campanile vennero restaurati e rifatti tra il 1638 ed il 1640. Nella seconda metà del XVIII secolo si decise di ricostruire la chiesa e, allo scopo di reperire materiale per il nuovo edificio, fu demolita la cappella di Santo Stefano. La parrocchiale chde ci è pervenuta venne costruita su progetto dei fratelli Francesco e Antonio Cometti di Como tra il 1776 ed il 1783. Nel 1779 Valentino Rovisi cominciò a dipingere gli affreschi della navata e della volta che, a causa della sua morte, rimasero incompleti sino all'intervento di Giacomo Antonio Pellegrini. Nel 1783 venne realizzato il portale maggiore e nel 1803 fu rifatto il tetto. La parrocchiale fu consacrata il 25 ottobre 1812 dal vescovo Emanuele Maria Thun. L'edificio venne poi ristrutturato nel 1868, nel 1982 e, infine, tra il 2016 ed il 2017.